# Gótico isabelino

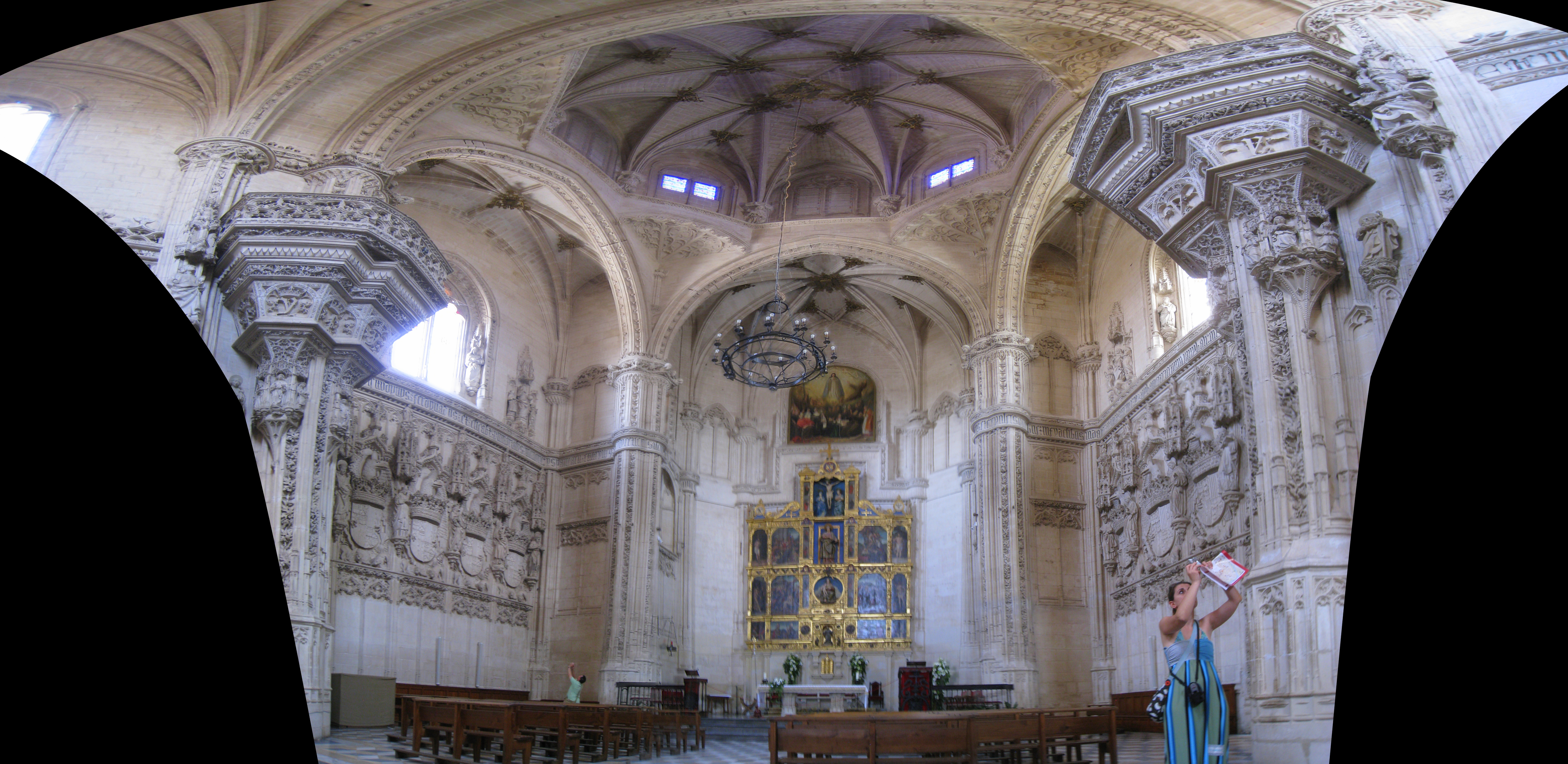
Interior de San Juan de los Reyes (1476-1495), Toledo, obra de Juan Guas

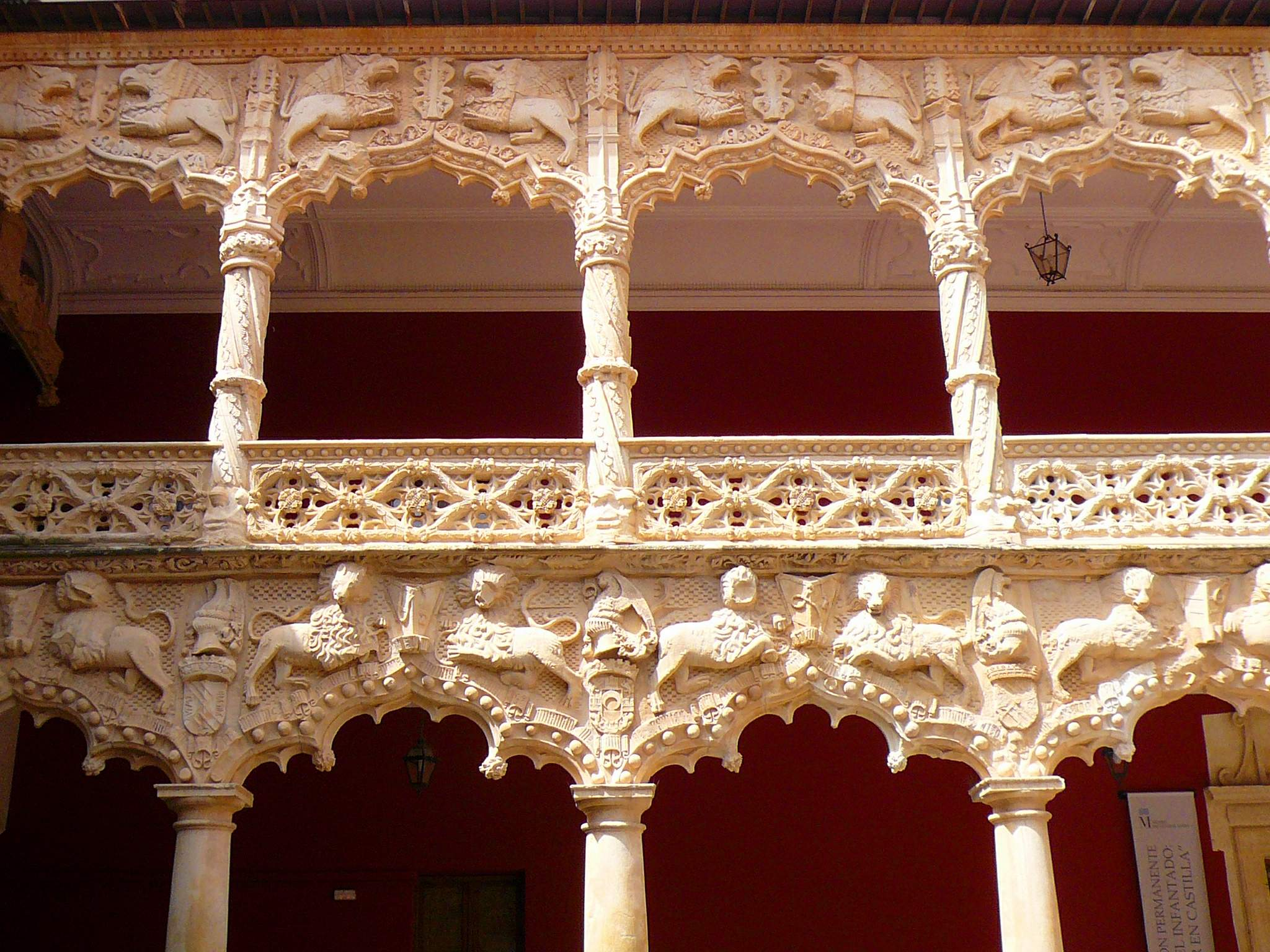
Detalle del patio del Palacio del Infantado (1480-fin s. XV), Guadalajara, obra de Juan Guas en la que intervino Egas Cueman

El gótico de los Reyes Católicos, también llamado  el gótico hispano-flamenco (término obsoleto) y gótico isabelino, es un estilo propio de la Corona de Castilla durante el reinado de los Reyes Católicos, que representa la transición entre el gótico final y el renacimiento inicial, con características estructurales góticas originales e influencias decorativas de la tradición castellana, del mudéjar, de Flandes y, en menor medida, de Italia. La consideración o no del hispano-flamenco como un estilo gótico o renacentista, como un estilo ecléctico, o como una fase dentro del más genérico plateresco, es una cuestión debatida por la historiografía del arte y aún no resuelta.
El final del siglo XV, durante el reinado de los Reyes Católicos, fue un momento de gran esplendor con el final de la Reconquista y la unidad territorial, tras la toma de Granada, con la unificación religiosa y también el descubrimiento de América y la publicación de la primera gramática española. 
La arquitectura religiosa destaca por la erección de iglesias amplias, de una única nave y capillas entre los contrafuertes. En los monasterios y conventos, y en algunos hospitales, las dependencias se organizan en torno a un patio cuadrangular en general de dos plantas. A diferencia del gótico clásico, que primaba la verticalidad, se enfatizaba la horizontalidad. Las bóvedas de crucería se complican en forma de estrella, con arcos terceletes, combados, etc., y se incorporan elementos del gótico flamígero de influencia flamenca. La decoración es fundamentalmente propagandística, aunque con exteriores bastante austeros. Se esculpen motivos heráldicos y epigráficos, así como algunos motivos que creó Antonio de Nebrija como el famoso yugo y flechas o las granadas (fruta símbolo de la conquista de Granada), cadenas, conchas, arcos mixtilíneos... Algunos elementos ya permiten anticipar la llegada del Renacimiento.
Algunos de los principales arquitectos que hicieron alguna obra en gótica isabelino fueron el bretón Juan Guas (1430-1496) (monasterio de San Juan de los Reyes, Toledo), el hispanoflamenco Egas Cueman (fal.  1495) y su hijo, el ya español Enrique Egas (c.1455-1534) (Capilla Real de Granada) y el también español Simón de Colonia (1450-1511) (Cartuja de Miraflores, Burgos).

## Descripción

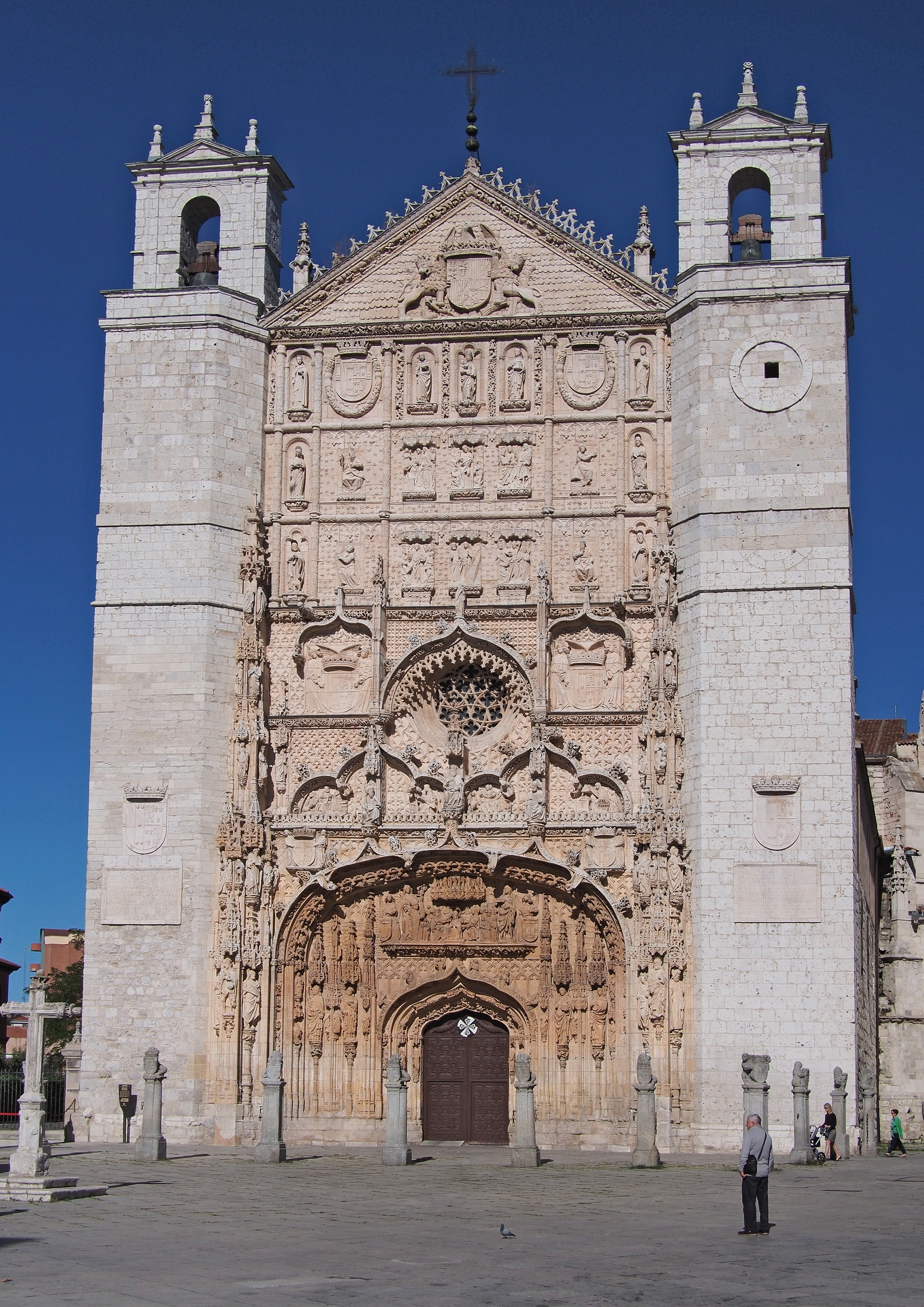
Fachada de la Iglesia de San Pablo (1445-1616), Valladolid, obra de Juan Guas y Simón de Colonia, acabada por Diego de Praves

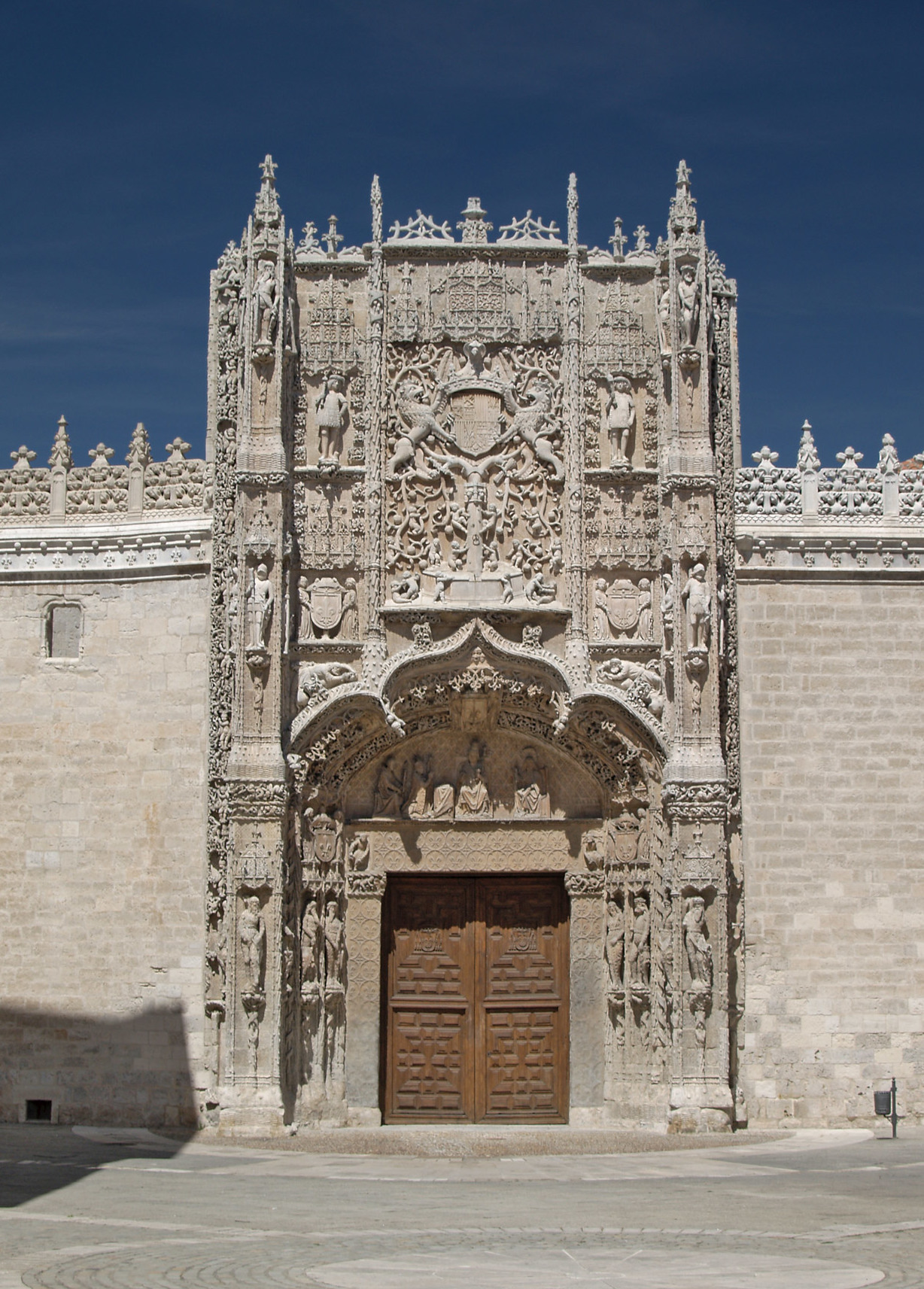
Fachada del Colegio de San Gregorio (1488-1496), Valladolid, tradicionalmente atribuido a Gil de Siloé y a su taller y en el que trabajaron Juan Guas y Simón de Colonia. Actualmente es la sede del Museo Nacional de Escultura.

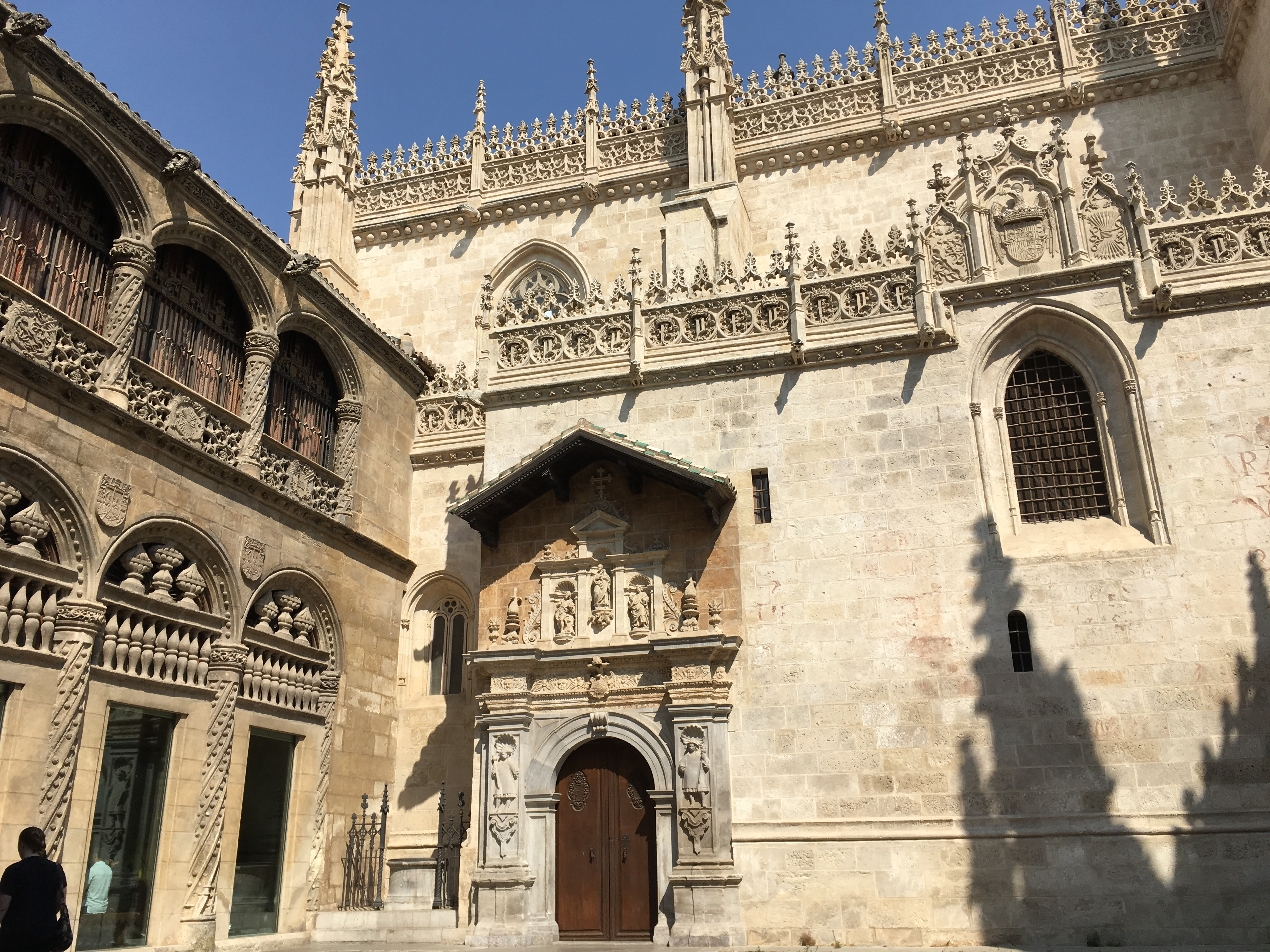
Entrada de la Capilla Real de Granada (1505-1517)

El estilo isabelino introduce varios elementos estructurales, de influencia castellana y flamenca, especialmente en las formas flamígeras, por la gran llegada de arquitectos flamencos como Hanequin de Bruselas o Juan de Colonia (Hans von Köln). En casos muy concretos, se mezcla esta nueva influencia flamígera con la artesanía, técnicas, motivos y habilidades mudéjares, aunque sería exacerbado decir que este influenció toda la arquitectura del periodo. Muchos de los edificios que se construyeron en este estilo fueron encargos de los Reyes Católicos o bien estuvieron de algún modo patrocinados por ellos. Paralelamente se desarrolla en Portugal un arte muy similar denominado manuelino. Como característica más evidente está el predominio de los motivos heráldicos y epigráficos; especialmente los símbolos de el yugo y las flechas y la granada, que hacen referencia a los monarcas. También es característico de este periodo la ornamentación con bolas.
Las referencias a la Antigüedad clásica en España apenas son algo más que elementos literarios, al contrario que en Italia, donde la presencia de edificios romanos era mucho más abundante y lo gótico se había recibido de una forma muy adaptada al gusto clasicista local. Hasta la década de 1530 y aún después en la arquitectura española no terminó de imponerse lo romano a lo moderno. El uso de estos términos se refería, en la intención de los que los usaban, a cosas diferentes a lo que hoy podría pensarse: lo romano era el estilo del renacimiento clasicista, emocional, ampuloso e italianizante; mientras que lo moderno era para ellos el gótico, que era estructuralmente racional, pragmático y eficaz, más propiamente español.
Independientemente de las características ambientales de los interiores, el gótico proporciona unos sistemas estructurales de conocida y probada eficacia. Y precisamente el estilo gótico había tenido en la Península una serie de modificaciones debidas a la tradición local: ventanas más pequeñas que las conocidas en el sistema constructivo y pendientes de cubierta mucho menos pronunciadas, y también cubiertas planas, lo que hizo un estilo realmente original, pero que aprovechaba eficientemente el sistema constructivo gótico. Por otro lado, muy probablemente los arquitectos españoles habituados al gótico, considerasen con cierto desprecio las bóvedas bajas, los gruesos muros, los tirantes metálicos vistos y refuerzos, entre otros artificios, que los arquitectos italianos se veían obligados a colocar en los arcos para resistir los empujes horizontales, cuando en el sistema constructivo «gótico» con su bien conocida distribución de fuerzas y pesos, simplemente no eran necesarios o había métodos que evitaban la «trampa» de estas ayudas arquitectónicas.
A partir de la herencia gótica se empieza a gestar un estilo propio en el que se incluyen elementos más modernos. Quizá el ejemplo más representativo de este estilo sea el Monasterio de San Juan de los Reyes de Toledo, en que la idea gótica está más en el sistema constructivo que en la concepción del espacio interior, la relación se hace más lejana con el gótico original francés, pero más cercana a una tradición constructiva local.
Por ello en la Península, cuya tradición de arquitectura clásica está temporalmente muy alejada, (tras siglos de construcción gótica) prefiere, por tradición propia, por racionalidad constructiva, el sistema gótico, que en el tiempo va evolucionando en la decoración de los edificios, correspondiendo con la riqueza general del país en el momento, hacia un recargamiento, lo que se ha dado en llamar plateresco, mientras se mantienen intactos varios elementos del gótico, especialmente el modo de llevar las cargas de las bóvedas a los pilares (no a los muros, como en el románico), apuntalándolos con los arbotantes, con sus chapiteles y muchas veces, los arcos apuntados.

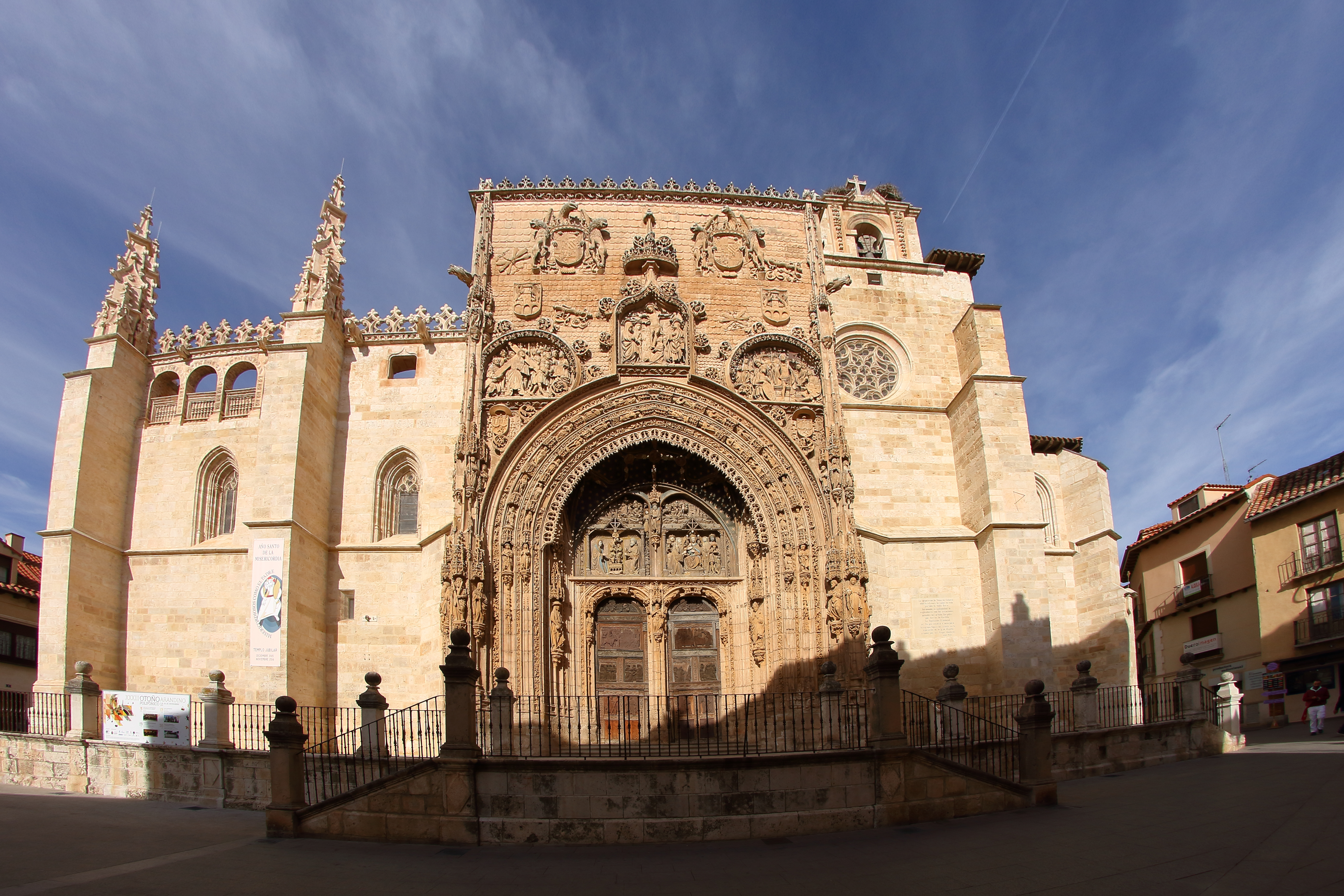
Iglesia de Santa María la Real (1439-1515), Aranda de Duero, muestra del esplendor económico de la ciudad en esa época.
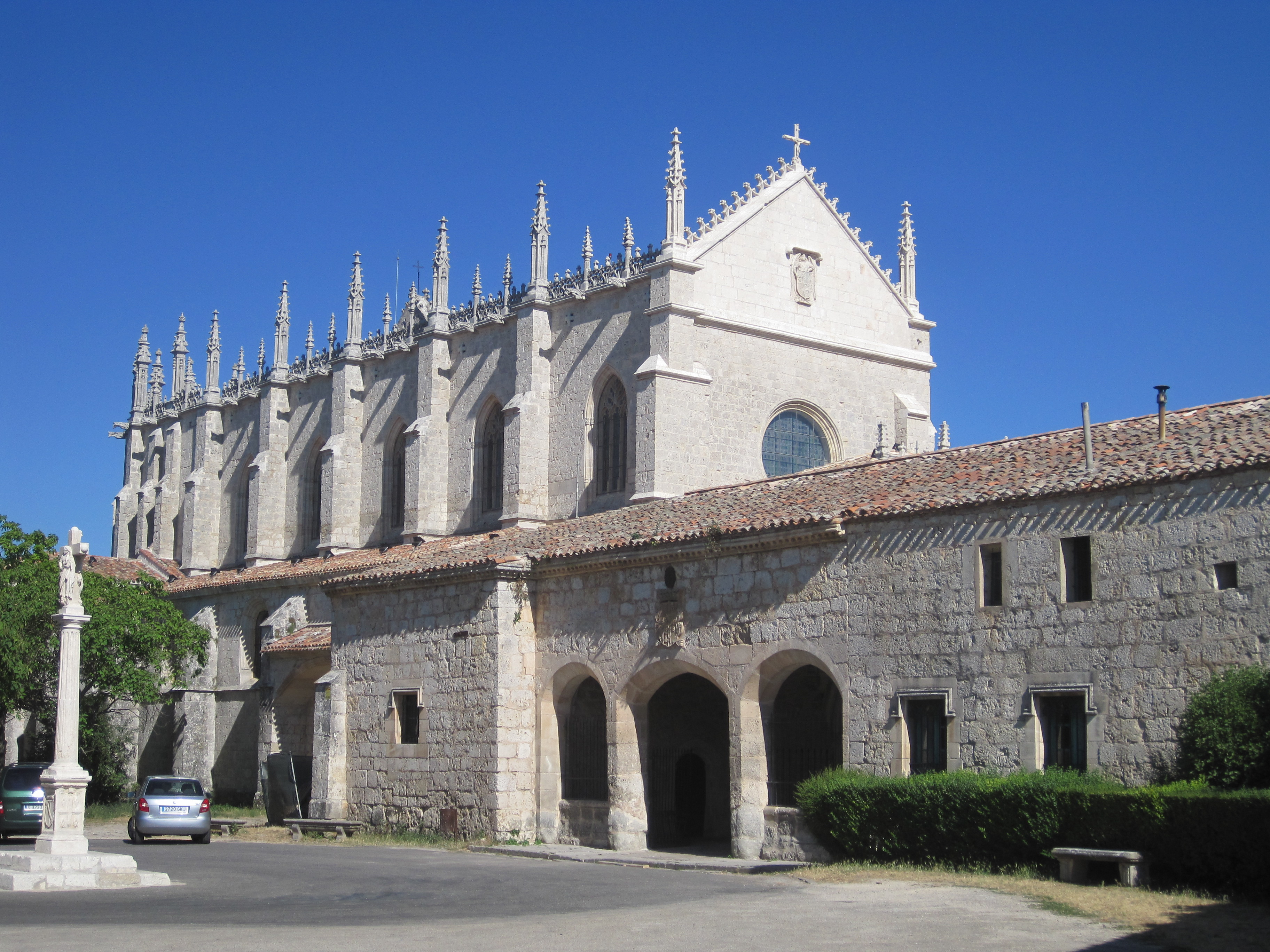
Cartuja de Miraflores (1454-1484), Burgos, obra de Juan de Colonia y su hijo Simón de Colonia.
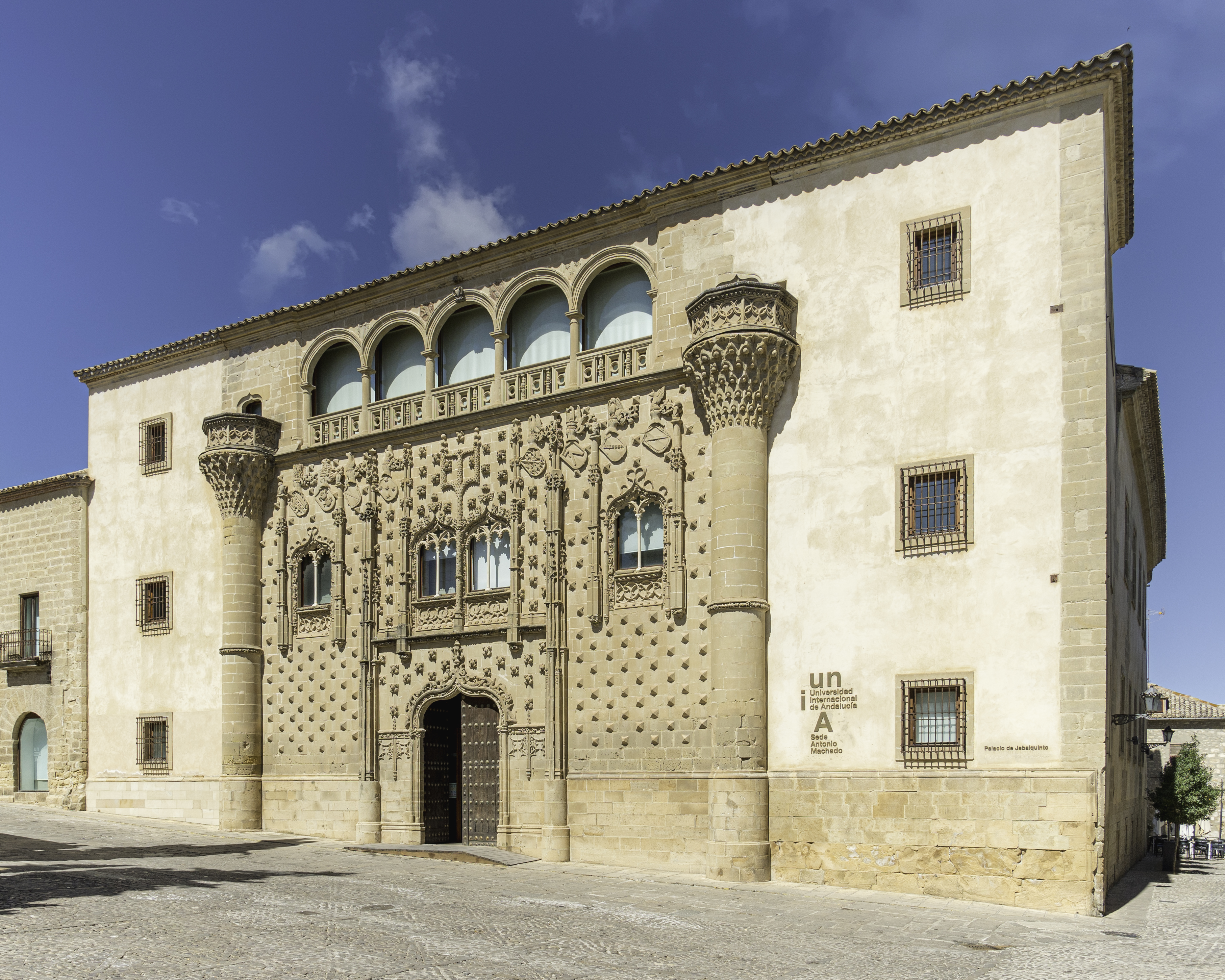
Fachada del Palacio de Jabalquinto (2.ª mitad del s. XV), Baeza,  atribuido tanto a Juan Guas como a Enrique Egas y Pedro López, como ejecutor de la obra.
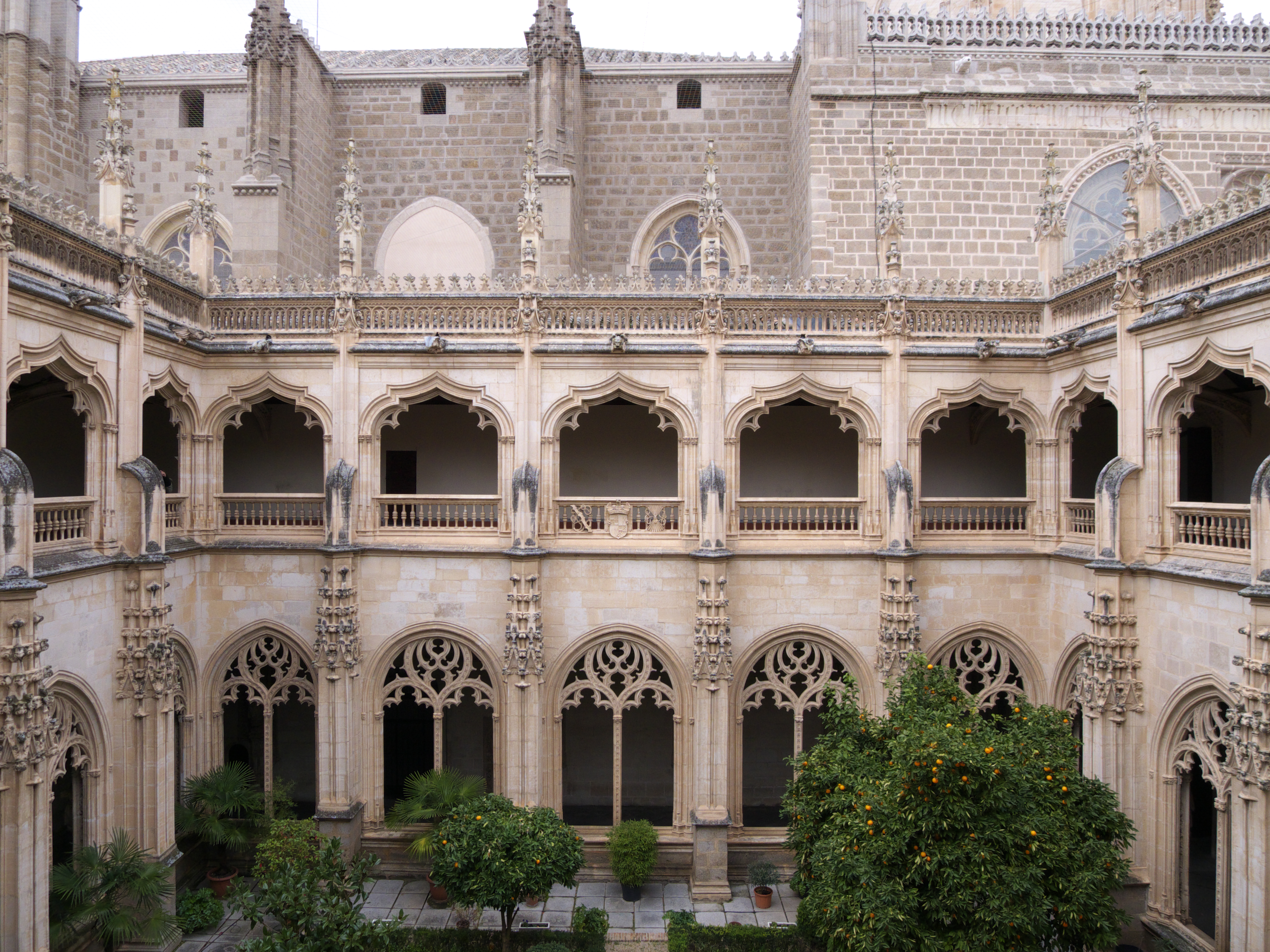
Claustro de monasterio de San Juan de los Reyes (1476-1495), Toledo, obra de Juan Guas, formado por bóvedas de crucería sin clave central y en la galería del segundo piso, un arco conopial mixtilíneo.
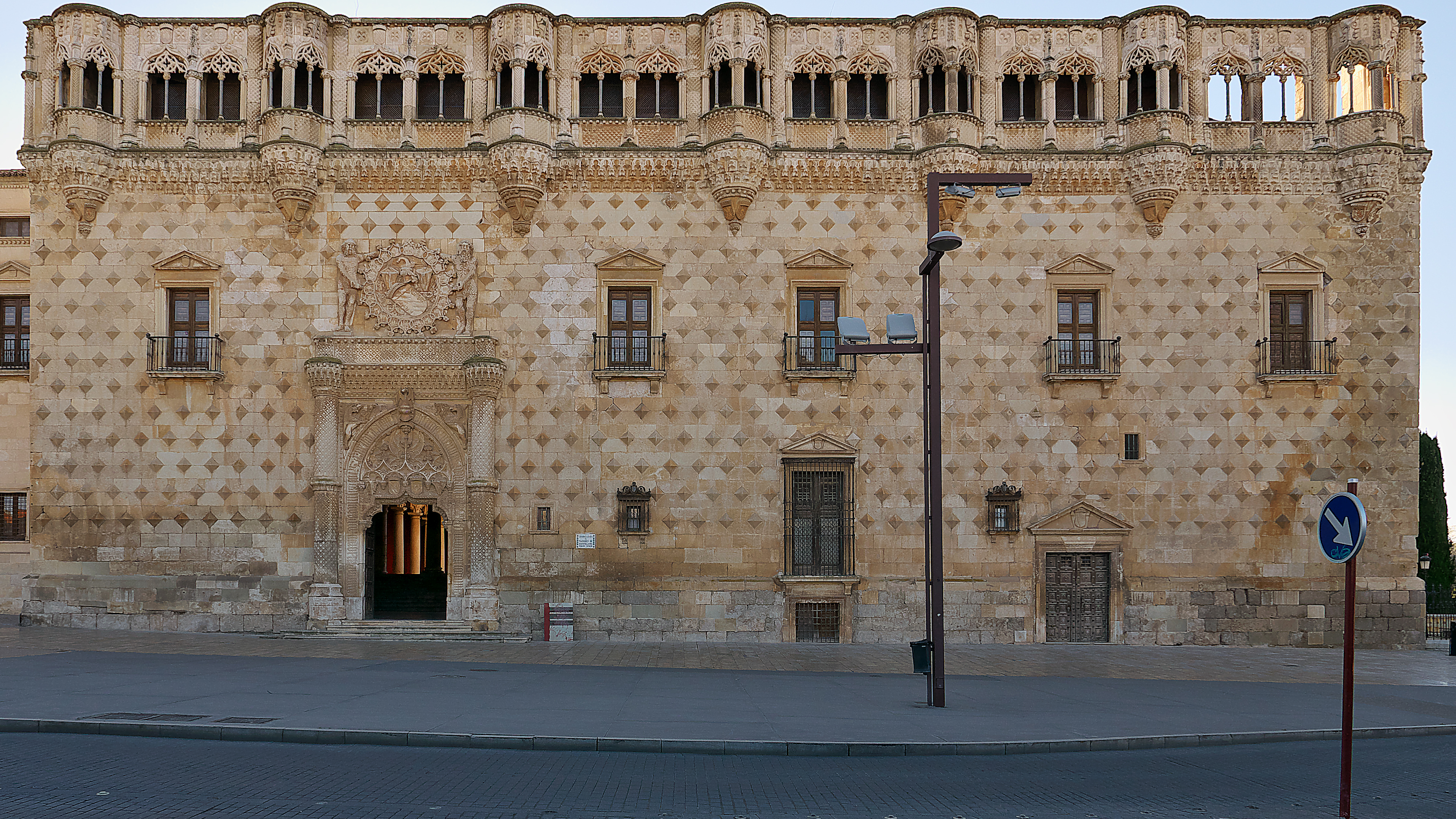
Palacio del Infantado (1480-fin s. XV), Guadalajara, obra de Juan Guas en la que intervino Egas Cueman
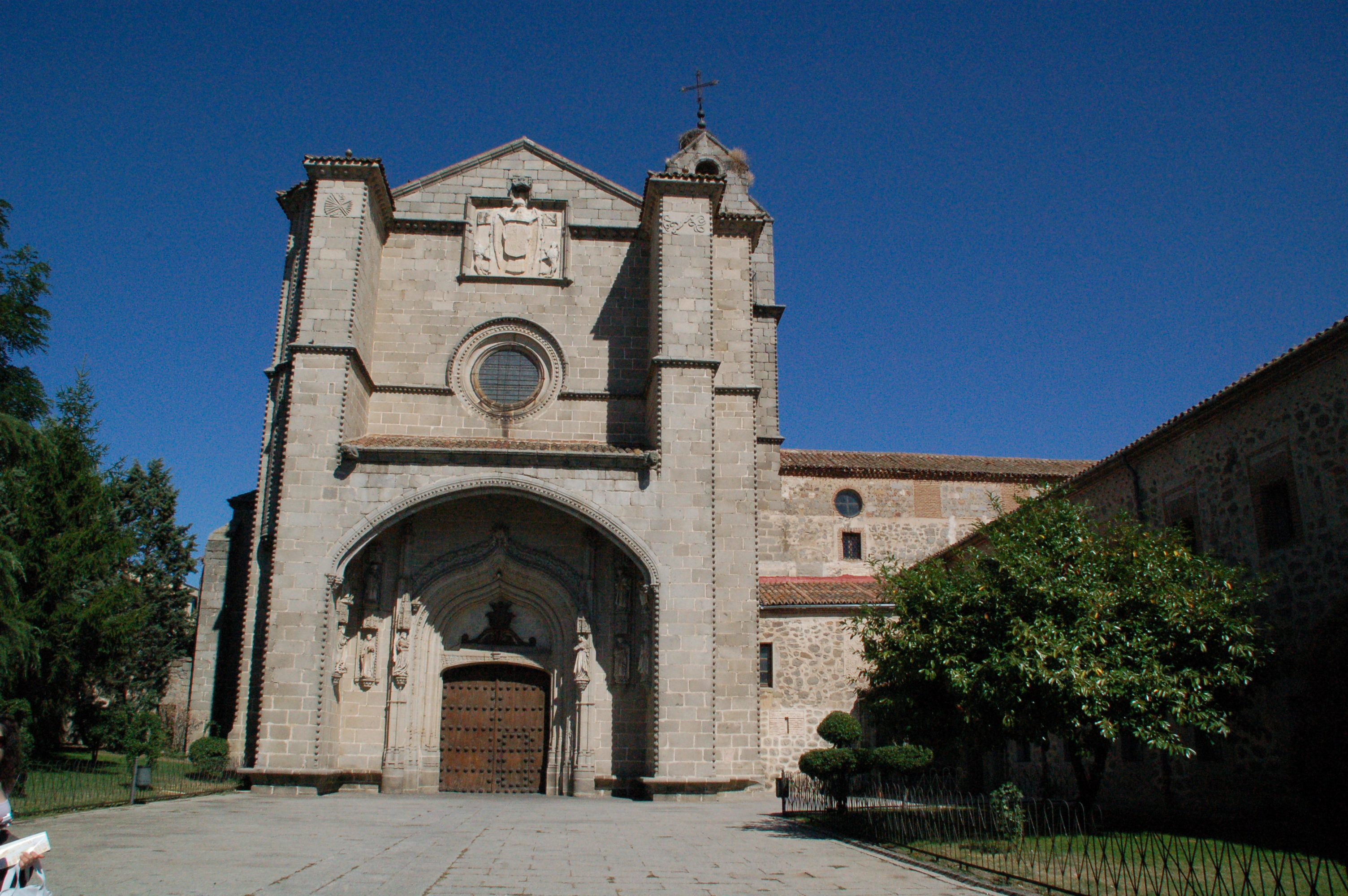
Monasterio dominico de Santo Tomas (1482-1493) de Avila, fue sede del tribunal de la inquisición durante seis años y residencia veraniega de los Reyes Católicos. Fue obra de Martín de Solórzano por encargo de Hernán Núñez de Arnalte, tesorero de los Reyes Católicos. Ha sido expresamente declarado en 1985 Patrimonio de la Humanidad, como elemento individual integrante del conjunto Ciudad vieja de Ávila e iglesias extramuros (ref. 348-011, con un ámbito protegido de 1.02 ha).
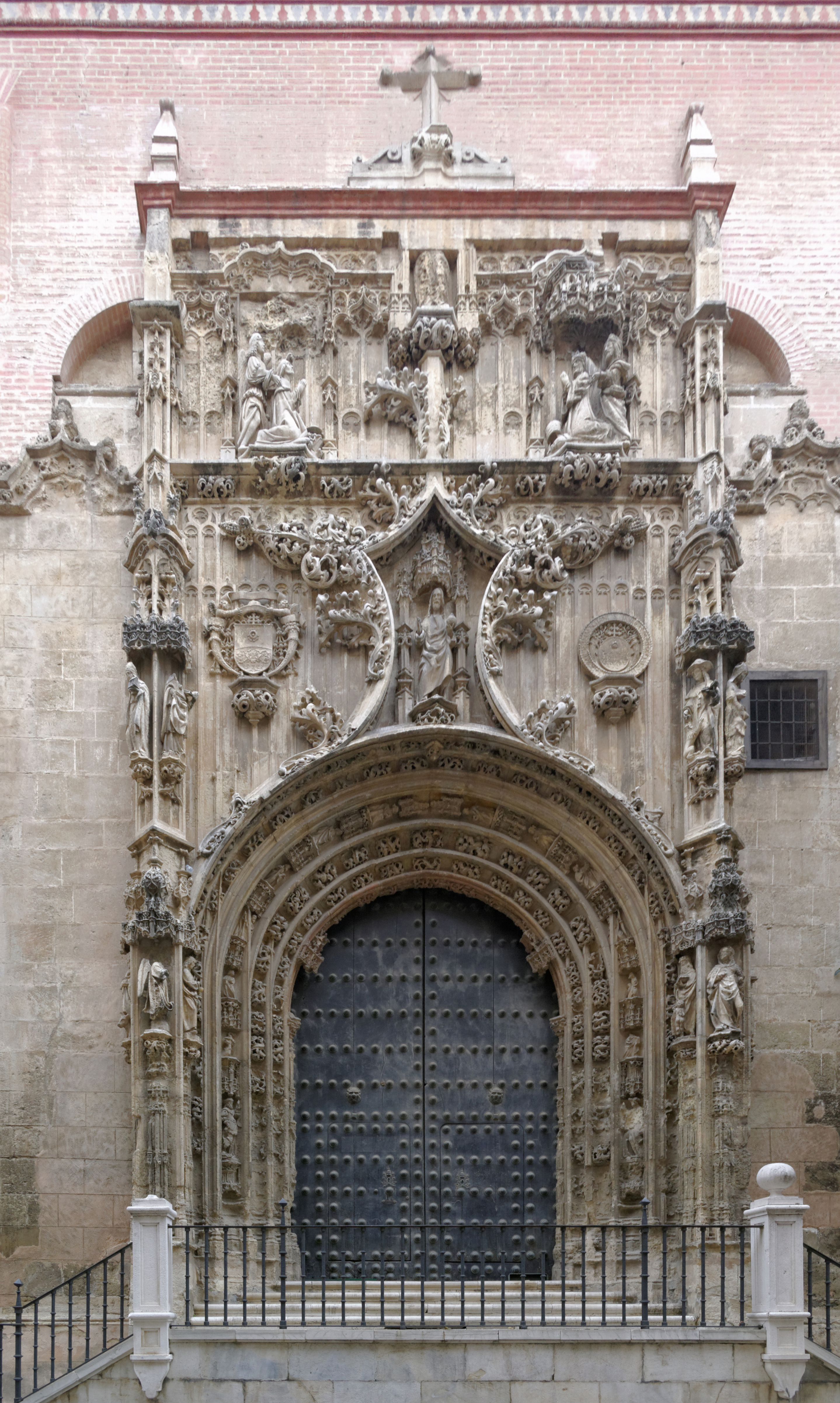
Portada de la Iglesia de Santa María del Sagrario (acabada en 1498), Málaga
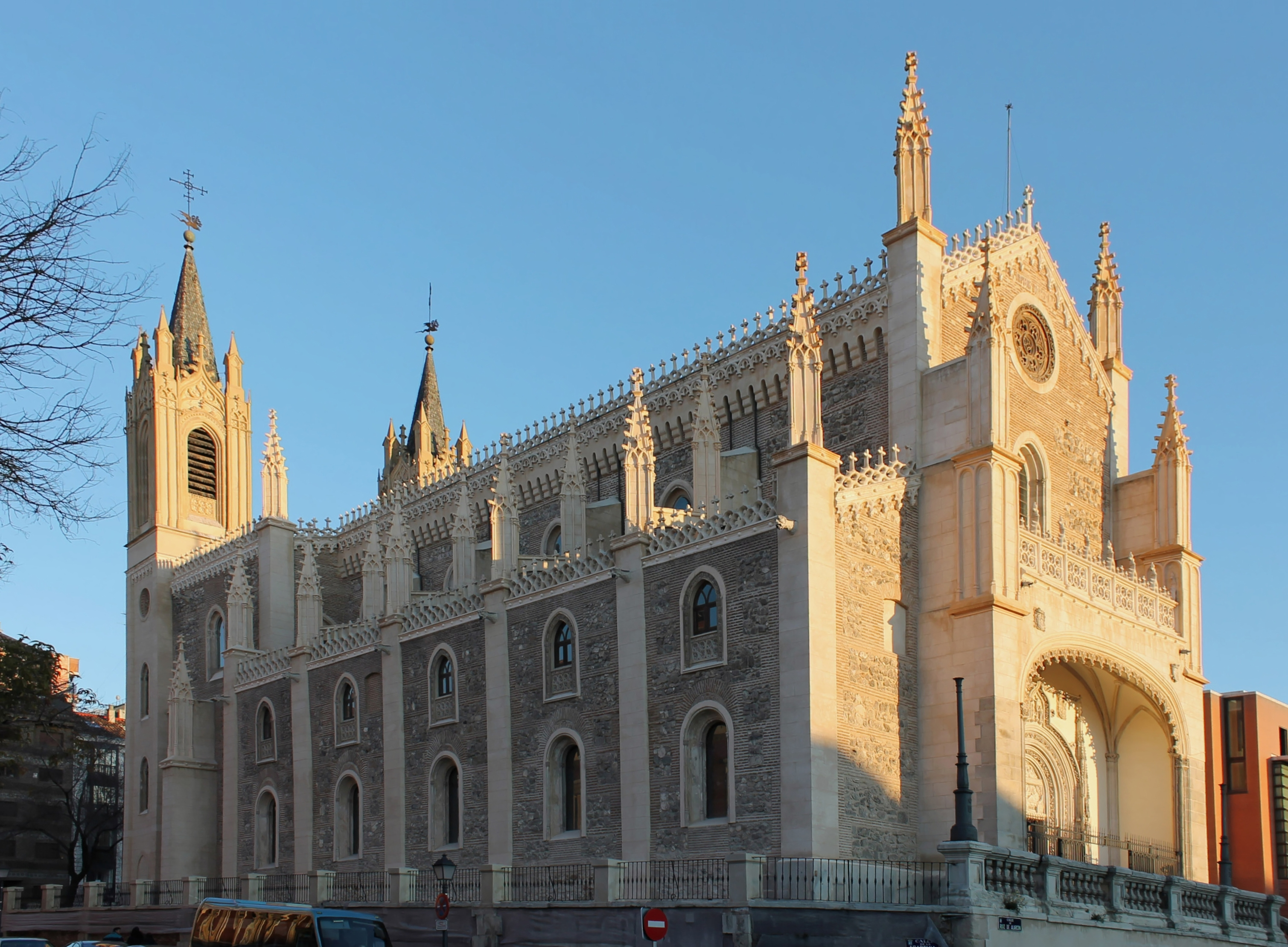
Iglesia de San Jerónimo el Real (1503-1505), Madrid, obra de Enrique Egas, parte del monasterio de monjes jerónimos patrocinado por los Reyes Católicos para que sirviera de aposento a la Familia Real en sus estancias en la villa
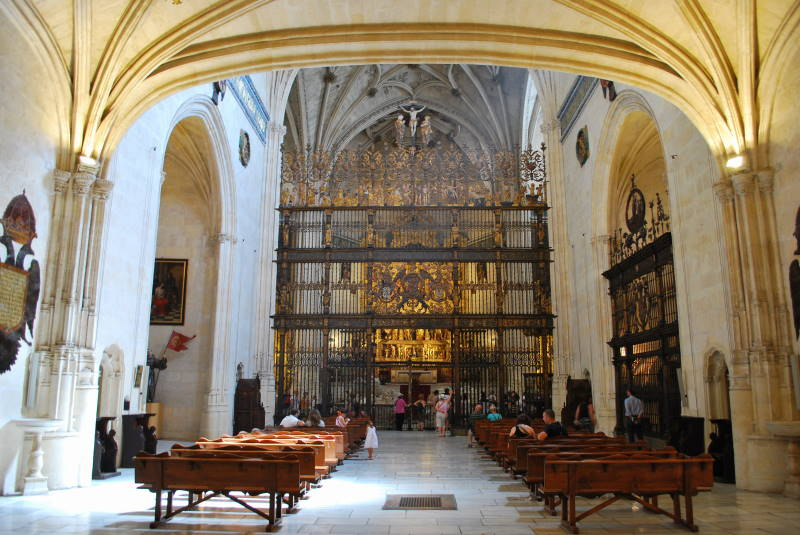
Capilla Real de Granada (1505-1517)
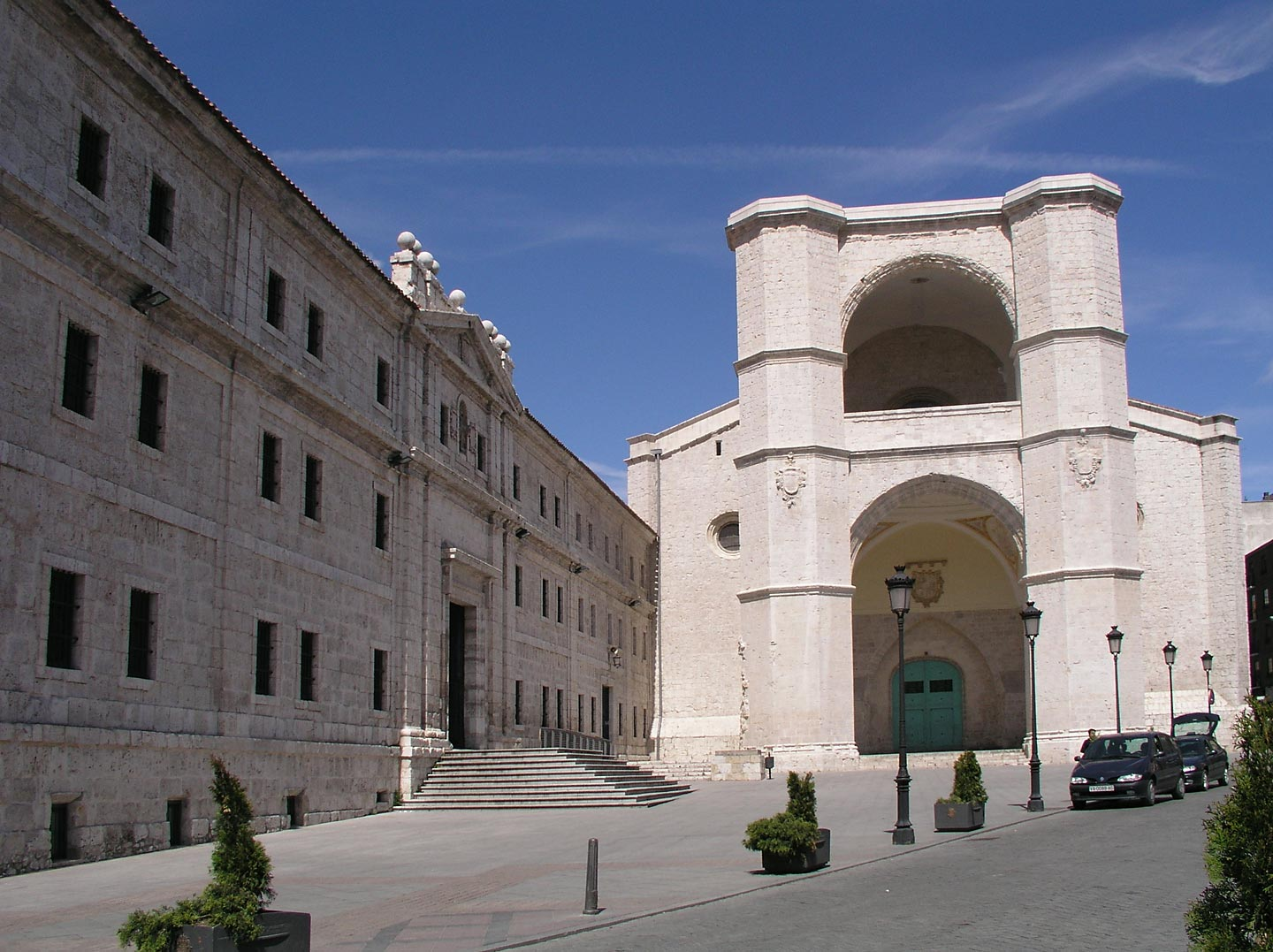
Iglesia del monasterio de San Benito el Real (1499-1515), con fachada  en forma de torre pórtico posterior (1569) de Rodrigo Gil de Hontañón

## La cuestión del estilo hispano-flamenco
El término Hispano-flamenco fue utilizado en el pasado de manera muy extensa por la comunidad debido a la supuesta influencia mudéjar en todas las construcciones del Gótico Tardío en España. Este pensamiento es incorrecto, y está confirmado por estudios posteriores que no fue así, y que, al contrario, no influyeron en edificios más allá de ciertos casos.